# VDSL

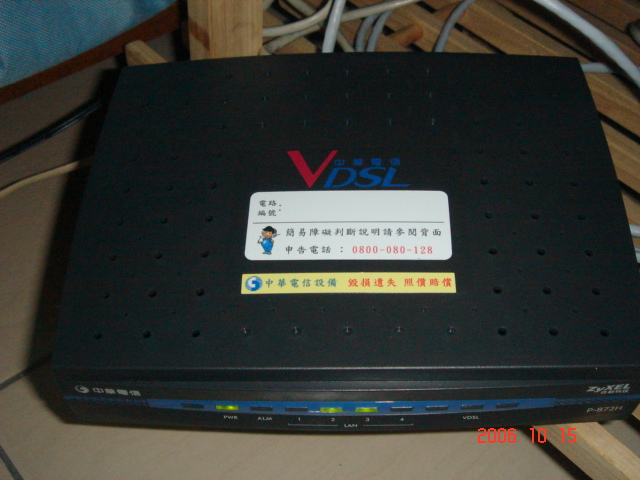
Een VDSL-modem

VDSL (Very-high-bitrate Digital Subscriber Line) is een opvolger van ADSL, waarbij een veel hogere download- en uploadsnelheid mogelijk is. Bij VDSL zijn snelheden tot in de praktijk 52 Mbps download en 5 Mbps upload mogelijk terwijl bij ADSL2+ dat begrensd is tot 20 Mbps down en 1 Mbps up.
Nieuw is Vectored VDSL2 dat vanaf 1 november 2013 in Nederland op steeds meer plaatsen beschikbaar komt. Downloadsnelheden van 100 Mbps en 20 Mbps Up zijn dan mogelijk, en vanaf 1 februari 2016 snelheden van 30Mbps Up. In 2016 is KPN van plan om ook 200 Mbps aan te bieden via Bonded Vectored VDSL
Vooral de peer-to-peer-wereld ziet veel voordelen in dit netwerk. Dankzij de grote upload kunnen meer gegevens verstuurd worden en zo weer ontvangen bij anderen. Ook biedt het voordelen in IPTV aangezien hier veel bandbreedte voor vereist is.
Met het z.g. pair bonding worden beide aderparen van de koperaansluiting benut om hogere internetsnelheden te halen over de bestaande telefoonaansluiting. Waar een enkel aderpaar gebruikt wordt voor de ADSL internetverbinding met een lagere internetsnelheid, kunnen beide aderparen benut worden om een dubbele bandbreedte te verkrijgen met een hogere internetsnelheid.
Het grootste nadeel van VDSL is dat de afstand tussen aansluiting en centrale maximaal 2100 meter mag zijn, terwijl dit bij ADSL meerdere kilometers kan zijn. Om dit probleem op te lossen wordt er een aansluiting met glasvezel naar de wijkverdeler gerealiseerd, waar een VDSL-centrale wordt geplaatst, hetzij door te graven, hetzij door bestaande glasvezels te activeren. Zo wordt de afstand die het signaal over koperkabel moet afleggen aanmerkelijk korter, gemiddeld 400-800 meter. Tevens is dit een grote stap verder richting glasvezelaansluitingen bij huishoudens.

## Standaard
ITU G.993.2 is de ITU-standaard voor DSL die VDSL2 definieert. Deze standaard uitgebreid met ITU G 993.5 geldt voor Vectored VDSL. Het is belangrijk dat het aangesloten modem bij Vectored VDSL hieraan voldoet, anders worden de voordelen van de hogere bandbreedte van Vectored VDSL niet gehaald. De meeste modem leveranciers hebben firmware beschikbaar waarmee Vectored VDSL mogelijk is.

## Aanbieders

### Nederland
- De marktleider in de Nederlandse (Bonded) Vectored VDSL-, (Bonded) VDSL- en ADSL-markt, KPN, verwacht in samenwerking met Reggefiber in 2016 in heel Nederland snel internet aan te kunnen bieden. De twee bedrijven gaan tot 2015 zo'n 6 à 7 miljard euro investeren in de aanleg van een landelijk dekkend glasvezelnetwerk. Eerst zal glasvezel tot aan de wijkcentrale worden aangelegd (VDSL) of naar de straatkast (FttC) en wordt slechts op kleine schaal glasvezelkabels tot in huis aangelegd. Voor de langere termijn is het de bedoeling dat de meeste woningen in Nederland een glasvezelaansluitingsmogelijkheid krijgen. De financiële haalbaarheid is niet overal gegarandeerd, het zal vaak te duur zijn om in buitengebieden glasvezel aan te leggen. Deze zullen worden bediend door middel van draadloze technieken, waaronder 4G Buitengebied.[2] Daartoe migreert KPN zijn netwerk van 1400 geschakelde telefooncentrales naar 200 centrales naar een volledig IP-netwerk.
- BBned biedt reeds VDSL, maar kan niet iedereen ervan voorzien, omdat de investeringen hiervoor te hoog zijn.
- Vanaf 1 september 2009 biedt Tele2 VDSL onder de naam Fiberspeed aan in 85 wijken in onder andere Amsterdam, Aalsmeer, Rotterdam, Den Haag, Utrecht en Groningen. In oktober 2010 heeft Tele2 zijn netwerk uitgebreid en biedt nu ook VDSL aan in combinatie met Interactieve TV.
- XS4ALL biedt sinds 27 juli 2010 VDSL2 aan.
- Ook internetprovider Online komt met VDSL. Het huidige ADSL-netwerk van Online zal volledig vervangen worden door VDSL2. In de tweede helft van 2010 zou de migratie voltooid zijn, en zullen de diensten worden aangeboden. Inmiddels heeft KPN een overeenkomst met Online, waardoor Online alle diensten via het KPN-netwerk mag aanbieden.[3]
- Ook VoIP- en internetaanbieder MKB Tele.com levert VDSL-verbindingen op.

Zowel BBNed en Tele2 hebben geen specifieke informatie gegeven op welke locatie VDSL beschikbaar is. Op de website van BBNed kan alleen algemene VDSL-informatie worden gevonden.

### België
- In België wordt VDSL niet langer aangeboden door Proximus. Het wordt verder afgebouwd en vervangen door de veel snellere standaard VDSL2. Het had een dekking van 48%.
- TV Vlaanderen, een Vlaams bedrijf voor satelliettelevisie, kondigde op 3 juni 2013 echter aan dat zij vanaf september 2013 via een vaste telefoonlijn VDSL met een downloadsnelheid van 50 Mbps en een uploadsnelheid van 6 Mbps zullen aanbieden.

## Andere varianten
Andere varianten van DSL zijn:
- ADSL 8 km, 8 Mbps download, 1 Mbps upload[4]
- SDSL 4 km, 2,3 Mbps download, 2,3 Mbps upload[4]
- ADSL2+ 6 km, 25 Mbps download, 3,5 Mbps upload[4][5]
- ADSL2+ 6 km, 25 Mbps download, 1,3 Mbps upload[4][6]

De nieuwste versie heet VDSL2 en is op voornamelijk twee punten verbeterd:
- De snelheid is opgetrokken tot 100 Mbps up- en download.
- De maximale afstand tussen aansluiting en centrale is verhoogd naar 3500 meter.
- Maximum theoretische snelheid wordt vaker gehaald.